# Moldauische Sprache
Moldauisch (auch Moldawisch, rumänisch-kyrillisch: лимба молдовеняскэ, rumänisch: limba moldovenească) ist eine veraltete, ideologisierte Bezeichnung der rumänischen Sprache, unter der diese während der Sowjetunion und von 1994 bis 2013 als Amtssprache der Republik Moldau festgelegt war. Seitdem ist die offizielle Bezeichnung für die Amtssprache der Republik Moldau Rumänisch.
Die von den moldauischen Rumänen gesprochene Umgangssprache unterscheidet sich von der im östlichen Teil Rumäniens in der Region Moldau gesprochenen geringfügig, hauptsächlich durch einige aus dem Russischen übernommene Neologismen. Im östlichen Teil Rumäniens, also westlich des Pruth, kommen die neuen Ausdrücke hingegen hauptsächlich aus dem Französischen.
In der abtrünnigen Region Transnistrien ist die Bezeichnung Moldauisch (weiterhin in kyrillischer Schrift geschrieben) weiterhin der offizielle Name für das Rumänische und eine der Amtssprachen, hier aber zusammen mit Russisch und Ukrainisch. In Gagausien sind neben Rumänisch auch Gagausisch und Russisch offizielle Amtssprachen.

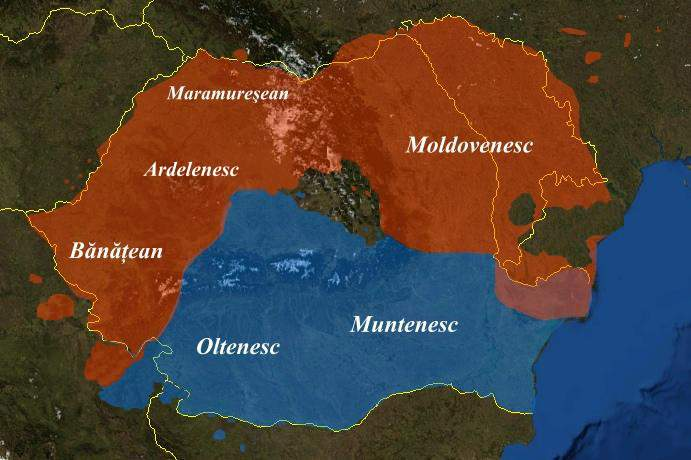
Rumänische Mundarten

## Sprache und Politik
Die Aufteilung der rumänischen Sprache gilt als Beispiel für politischen Separatismus in der Sprache. Fast alle westlichen Sprachwissenschaftler sind sich einig, dass es sich beim Moldauischen um die aus politischen Gründen umbenannte rumänische Sprache handelt. Die moldauische Sprache ist auch nicht, wie oft vermutet, die geschriebene Form der moldauischen Mundart (graiul moldovenesc), sondern dieselbe Form der rumänischen Sprache, die auch in Rumänien als Amtssprache dient.
Auch in der Moldauischen Akademie wird die Existenz einer distinkten moldauischen Sprache bestritten. Es gibt aber auch vereinzelte gegensätzliche Meinungen. Kraft Abschnitt I, Artikel 13 der Verfassung der Republik Moldau war Moldauisch Staatssprache. Die Bezeichnung „Moldauisch“ beschränkte sich aber auf einige staatliche Bereiche, wobei die Bezeichnung „Rumänisch“ auf allen anderen Ebenen verwendet wurde. Das geltende Gesetz in Moldau bestätigt die Gleichheit beider Sprachen, so wird beispielsweise in Schulen und Medien sowie in einigen Verwaltungs- und Staatsbereichen die Bezeichnung „Rumänisch“ verwendet.
Etwa 60 % der Staatsbürger Moldaus bezeichneten im Jahre 2004 ihre Muttersprache als „Moldauisch“. Die Gruppe derjenigen, die ihre Muttersprache als „Rumänisch“ bezeichneten, bildete einen Anteil von 16,5 % der gesamten Bevölkerung in Moldau, bei der städtischen Bevölkerung waren es knapp 40 %. Dabei wird die Identität der moldauischen und rumänischen Sprachen selten in Frage gestellt, es geht vielmehr um die Daseinsberechtigung der Bezeichnung „moldauische Sprache“. Dabei wird unter anderem argumentiert, dass der Begriff „moldauische Sprache“ älter sei als der Begriff „rumänische Sprache“.

## Hintergründe
Im Jahr 1812 wurde vom Fürstentum Moldau die östliche Hälfte an Russland abgetreten und verblieb dort bis 1918 als Bessarabien.  Die Umorientierung des Schriftrumänischen im Jahre 1868 von der kyrillischen zur Lateinschrift blieb in diesem Gebiet praktisch ohne Auswirkungen, wobei es ohnehin nur spärliches Schrifttum gab. Nach der Annexion 1812 gewann die russische Sprache allmählich an Bedeutung. Seit 1828 wurde der offizielle Verkehr ausschließlich im Russischen durchgeführt. Um 1835 wurde eine siebenjährige Frist bestimmt, nach der staatliche Behörden Akten in rumänischer Sprache nicht mehr akzeptieren sollten.
Zwischen 1856 und 1878 gehörten Cahul, Bolgrad und Ismail (ein kleiner Teil im Süden Bessarabiens) als Folge des Krimkriegs erneut zur westlichen Moldau (bzw. Rumänien), was zu einer zeitweiligen Umkehrung der Sprachpolitik in dieser Region führte.
Von 1918 bis 1940 gehörte das damalige Bessarabien zu Rumänien, wo der Begriff „moldauische Sprache“ nicht verwendet wurde. 1924 wurde die Moldauische Autonome Sozialistische Sowjetrepublik am Ostufer des Dnister gegründet. Dort wurde für das Moldauische zunächst das lateinische Alphabet eingeführt, 1930 allerdings von einem kyrillischen (nach dem Vorbild des Russischen) ersetzt, das nach einer neuerlichen Periode der Lateinschrift (ab 1933) im Jahre 1937 endgültig verbindlich wurde.
Nachdem die Sowjetunion 1940 im Zuge des Hitler-Stalin-Paktes Bessarabien annektiert und mit der Hälfte der Moldauischen ASSR zur Moldauischen SSR vereinigt hatte, wurde die Bezeichnung „Moldauisch“ auch hier offiziell eingeführt, um alle Bande zu Rumänien zu trennen. Das lateinische Alphabet wurde durch das in der Moldauischen ASSR geltende kyrillische ersetzt. Außerdem wurde während der Sowjetherrschaft die rumänischsprachige Bevölkerung darin bestärkt, Russisch zu sprechen, was eine Voraussetzung für höhere Bildung, gesellschaftliches Ansehen und politische Ämter war.
1989 wurde die moldauische Sprache zur einzigen offiziellen Sprache der Moldauischen SSR erklärt und die rumänische Variante des lateinischen Alphabets wieder eingeführt. Die Unabhängigkeitsdeklaration Moldaus 1991 nannte Rumänisch als Amtssprache. 1994 wurde der Name der Amtssprache in der neulich verabschiedeten Verfassung als „Moldauisch“ festgelegt. 1996 lehnte das moldauische Parlament einen Antrag des Präsidenten Mircea Snegur ab, den Namen der Sprache in „Rumänisch“ zu ändern. In Transnistrien gilt das kyrillisch geschriebene Moldauisch offiziell weiterhin als Amtssprache.

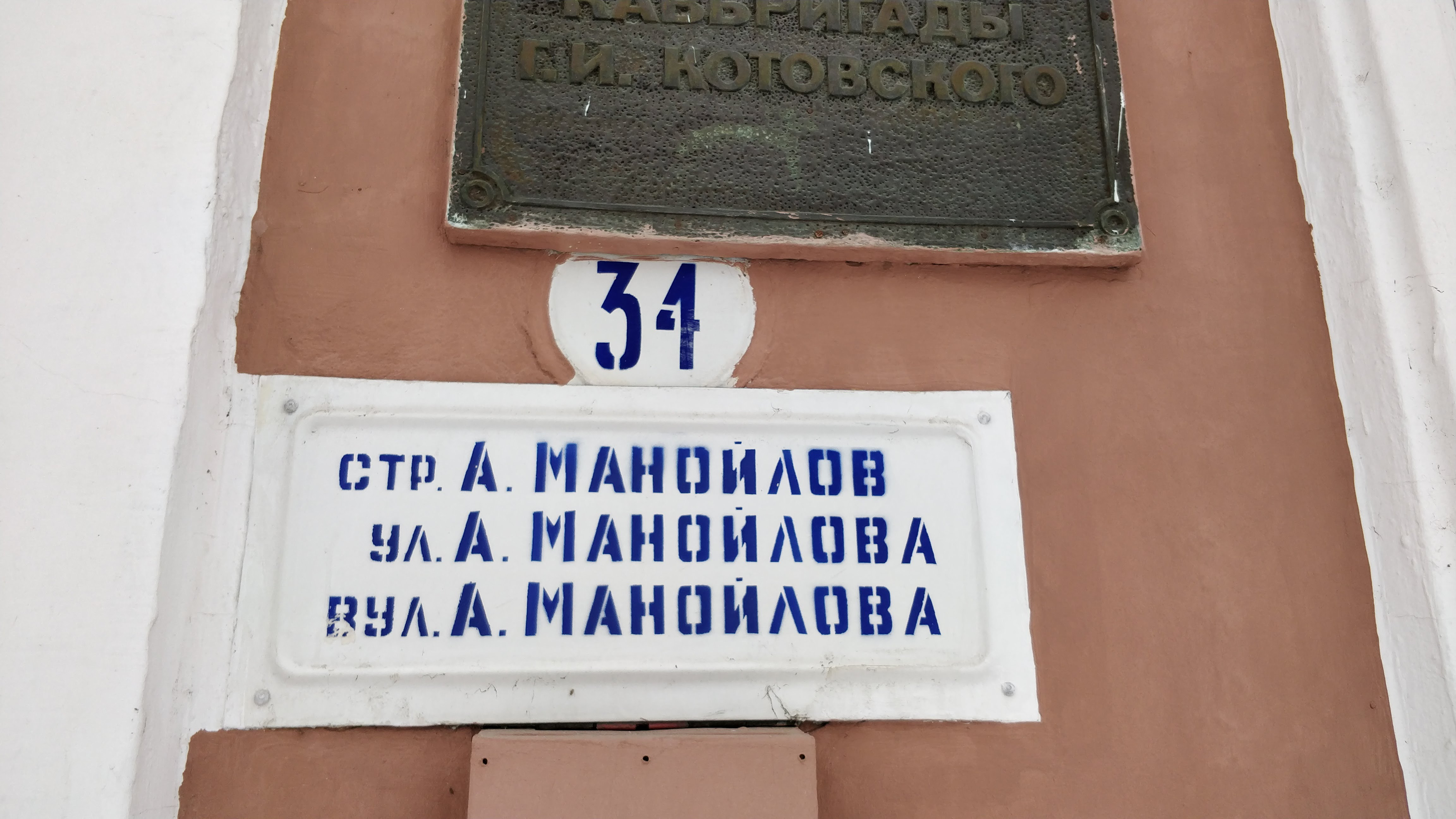
Dreisprachiges Straßenschild in der separatistischen Republik Transnistrien (von oben nach unten): Moldauisch (Rumänisch in kyrillischer Schrift), Russisch und Ukrainisch.

2003 veröffentlichte Vasile Stati ein moldauisch-rumänisches Wörterbuch. In der Einführung des Wörterbuches wird von einer „moldauischen Sprache“ gesprochen, die angeblich parallel zur rumänischen Sprache entstanden sei. Stati führte dort die Regionalismen aus dem gesamten Verbreitungsareal der moldauischen Mundart aus, als ob sie kein Bestandteil des rumänischen Wortschatzes wären, und übersetzte sie danach mit Synonymen ins Rumänische, die außerhalb des moldauischen Areals entstanden sind. Dies führte zu Kritik aus beiden Ländern, denn die moldauischen Regionalismen sind Bestandteil des gesamten rumänischen Wortschatzes.
Der internationale Standard ISO 639 hatte ursprünglich der moldauischen Sprache die Codes  mol und mo zugeordnet. Allerdings wurden diese im November 2008 wieder aufgehoben und durch die der rumänischen Sprache ersetzt, ro, ron und rum.
Im Dezember 2013 beschloss das Verfassungsgericht Moldaus, dass die Unabhängigkeitserklärung des Landes, die „Rumänisch“ als Landessprache nennt, ein integraler Teil der Verfassung sei und bei Inhaltswidersprüchen Vorrang vor dem Text der Verfassung hat. Dadurch wurde die Bezeichnung der Landessprache zu Rumänisch geändert.
Am 2. März 2023 beschloss das Parlament, im Verfassungstext und allen Gesetzen die Bezeichnung „moldauische Sprache“ durch „rumänische Sprache“ zu ersetzen.

## Sprachliche Charakteristika

### Lautliche Ebene
(Quelle: Ariadna Ștefănescu:S. 55–66)

#### Vokale
| Merkmale                                                   | Standardrumänisch                 | Moldauisches Rumänisch              | Übersetzung    |
| ---------------------------------------------------------- | --------------------------------- | ----------------------------------- | -------------- |
| Öffnung von [ə] zu [a] in der Vortonsilbe                  | bărbați [bərbats]                 | bărbați [barbats]                   | Männer         |
| Schließung von unbetontem [ə] zu [ɨ] im Auslaut            | până [pɨnə]                       | până [pɨnɨ]                         | bis            |
| Schließung von unbetontem [e] zu [i] im Inlaut und Auslaut | prieten [prieten] carte [karte]   | prieten [prietin] carte [karti]     | Freund Buch    |
| Schließung [i] zu [ɨ] im Präfix in-/im-                    | intrare [intrare]                 | intrare [ɨntrare]                   | eintreten      |
| Monophthongierung von betontem [ea] in Endposition zu [e]  | grea [grea]                       | grea [gre]                          | schwer         |
| Palatalisierung von [e] im Anlaut von Neologismen          | element [element] Europa [europa] | element [jelement] Europa [jeuropa] | Element Europa |
| Schließung von Diphthongen: z. B. [ea] zu [ia]             | seară [searə]                     | seară [siarə]                       | Abend          |
| Reduktion von unbetontem [i] und [u]                       | situație [situatsie]              | situație [situatsie]                | Situation      |

#### Konsonanten
| Merkmale                                    | Standardrumänisch                                    | Moldauisches Rumänisch                               | Übersetzung           |
| ------------------------------------------- | ---------------------------------------------------- | ---------------------------------------------------- | --------------------- |
| Velarisierung von [l] zu [ɫ]                | loc [lɔk] mult [mult] acolo [akɔlo] fotbal [fuodbal] | loc [ɫɔk] mult [muɫt] acolo [akɔɫo] fotbal [fuodbaɫ] | Ort viel dort Fußball |
| Frikativierung von [tʃ] zu [ʃ]              | atunci [atuntʃ] cine [tʃine]                         | atunci [atunʃ] cine [ʃine]                           | dann wer              |
| Sonorisierung von [s] zu [z] im Suffix -ism | jurnalism [ʒurnalism]                                | jurnalism [ʒurnaɫizm]                                | Journalismus          |

#### Wortakzent
Neben der Aussprache einzelner Laute gibt es auch Unterschiede beim Wortakzent, die vor allem Neologismen betreffen. Dieser Umstand lässt sich in der Regel auf den Einfluss des Russischen zurückführen:
| Suffixe | Standardrumänisch | Moldauisches Rumänisch | Russisch | Übersetzung |
| ------- | ----------------- | ---------------------- | -------- | ----------- |
| -tór    | operatór          | operátor               | опера́тор | Operator    |
| -lóg    | biológ            | biólog                 | био́лог   | Biologe     |
| -íe     | academíe          | académie               | акадéмия | Akademie    |

### Grammatische Ebene

#### Nomen
| Merkmale                                                             | Standardrumänisch                                            | Moldauisches Rumänisch                                       | Übersetzung                                             |
| -------------------------------------------------------------------- | ------------------------------------------------------------ | ------------------------------------------------------------ | ------------------------------------------------------- |
| doppelte Genitivmarkierung:S. 86–88                                  | fotbaliștii CFR-ului                                         | fotbaliștii ai CFR-ului                                      | die Fußballer des CFR                                   |
| abweichende Pluralformen (-e statt -uri und umgekehrt):S. 109        | hoteluri compromisuri aeroporturi refrene suspine horoscoape | hotele compromise aeropoarte refrenuri suspinuri horoscopuri | Hotels Kompromisse Flughäfen Refrains Seufzer Horoskope |
| Genusabweichungen (bedingt durch den russischen Einfluss):S. 109–110 | iaht tabel lexem gastrită insulină                           | iahtă tabelă lexemă gastrit insulin                          | Yacht Tabelle Lexem Gastritis Insulin                   |

#### Verben
| Merkmale                                                                                            | Standardrumänisch              | Moldauisches Rumänisch         | Übersetzung                                      |
| --------------------------------------------------------------------------------------------------- | ------------------------------ | ------------------------------ | ------------------------------------------------ |
| abweichende Auxiliarform der 3. Person Singular (o statt a):S. 190–191                              | Ai auzit ce-a zis despre mine? | Ai auzit ce-o zis despre mine? | Hast du gehört, was er/sie über mich gesagt hat? |
| abweichende Partizipien auf -ă:S. 191–195                                                           | Eu am făcut.                   | Eu am făcut.                   | Ich habe gemacht.                                |
| reflexive Verwendung von nicht reflexiven Verben (entspricht den russischen Verben):S. 256–257      | a greși a începe               | a se greși a se începe         | sich irren beginnen                              |
| Stammerweiterungen, -esc und -ez auch bei Verben, die sie im Standardrumänischen nicht haben:S. 110 | substitui prepar recomand      | substituie prepar recomand     | Ich substituiere. Ich bereite vor. Ich empfehle. |

#### Präpositionen
(Quelle: Carolina Popușoi:S. 257–261)
| Präposition | Beispiele (in Klammern die standardrumänische Form)                                                 | Übersetzung                                                         |
| ----------- | --------------------------------------------------------------------------------------------------- | ------------------------------------------------------------------- |
| cu          | a data cu (din) a lua cunoștința cu (de) a divorța cu (de)                                          | stammen aus zur Kenntnis nehmen sich trennen von                    |
| de la       | a feri roada de la îngheț (de)                                                                      | die Früchte vor dem Frost schützen                                  |
| după        | a pleca după graniță (peste) a rămâne după hotare (peste) scandal după culise (în)                  | ins Ausland gehen im Ausland bleiben Skandal hinter den Kulissen    |
| în          | a se îndrăgosti în (de) a fi în modă (la) a citi în glas tare (cu) eveniment în scară mondială (la) | sich verlieben in in Mode sein laut vorlesen Event nach Weltmaßstab |
| la          | a sta la strajă (de) a ieși la pauză (în)                                                           | Wache halten in die Pause gehen                                     |
| pe          | a asculta pe radio (la) a vorbi pe telefon (la) specialist pe botanică (în) test pe geografie (la)  | Radio hören telefonieren Spezialist für Botanik Geographietest      |
| sub         | a scrie sub dictare (după) a locui sub Chișinău (lângă) a dansa sub muzică (pe)                     | Diktat schreiben bei Chișinău leben auf Musik tanzen                |

Außerdem ergeben sich bei einigen Satzkonstruktionen Unterschiede im Bereich der Präpositionen. Diese kommen aus dem Russischen:
| Moldauisches Rumänisch             | Russisch                                   | Standardrumänisch                                 | Übersetzung                                  |
| ---------------------------------- | ------------------------------------------ | ------------------------------------------------- | -------------------------------------------- |
| La mine mama e acasă.              | У меня мать дома.                          | Mama mea este acasă.                              | Meine Mutter ist zu Hause.                   |
| Cum vedem… Cum știm… Cum se spune… | Как мы видим… Как мы знаем… Как говоримся… | După cum vedem… După cum știm… După cum se spune… | Wie wir sehen… Wie wir wissen… Wie man sagt… |

### Lexikalische Ebene

#### Regionalismen
(Quelle: Carolina Popușoi:S. 116–117)
| Moldauisches Rumänisch | Standardrumänisch | Übersetzung       |
| ---------------------- | ----------------- | ----------------- |
| arțăgos                | certăreț          | streitsüchtig     |
| beteșug                | infirmitate       | Körperbehinderung |
| bortă                  | gaură             | Loch              |
| bumb                   | nasture           | Knopf             |
| ciubotă                | cizmă             | Stiefel           |
| glod                   | noroi             | Schlamm           |
| hulub                  | porumbel          | Taube             |
| jalbă                  | plângere          | Beschwerde        |
| leac                   | medicament        | Medikament        |
| mâță                   | pisică            | Katze             |
| poloboc                | butoi             | Fass              |
| șagă                   | glumă             | Witz              |

#### Russizismen
(Quelle: Ariadna Ștefănescu:S. 327–350)
| Moldauisches Rumänisch | Russisch    | Standardrumänisch | Übersetzung        |
| ---------------------- | ----------- | ----------------- | ------------------ |
| abricos                | абрикос     | caisă             | Aprikose           |
| apelsin                | апельсин    | portocală         | Apfelsine          |
| bac (de apă, benzină)  | бак         | rezervor, bidon   | Behälter, Kanister |
| blinică                | блин        | clătită           | Pfannkuchen        |
| bulcă                  | булка       | chiflă            | Brötchen           |
| cemodan                | чемодан     | geamantan         | Koffer             |
| cofe                   | кофе        | cafea             | Kaffee             |
| holodilnic             | холодильник | frigider          | Kühlschrank        |
| izium                  | изюм        | stafide           | Rosinen            |
| limon                  | лимон       | lămâie            | Zitrone            |
| mancă                  | манка       | griș              | Grieß              |
| obed                   | обед        | prânz             | Mittagessen        |
| papcă                  | папка       | mapă              | Mappe              |
| petrușcă               | петрушка    | pătrunjel         | Petersilie         |
| șașlâc                 | шашлык      | frigărui          | Schaschlik         |
| sumcă                  | сумка       | geantă            | Tasche             |
| trubă                  | труба       | trompetă          | Trompete           |
| ujân                   | ужин        | cină              | Abendessen         |

#### Phraseologie
(Quelle: Carolina Popușoi:S. 261–262)
| Moldauisches Rumänisch     | Standardrumänisch          | Übersetzung                       |
| -------------------------- | -------------------------- | --------------------------------- |
| maestru de toată mâna      | meșter la toate            | Alleskönner                       |
| de pe corabie la bal       | pe nepusă masă             | aus heiterem Himmel               |
| Totul e pe vechi.          | Totul e neschimbat.        | Alles ist beim Alten (geblieben). |
| N-a lovit deget de deget.  | N-a mișcat măcar un deget. | Er/sie hat keinen Finger gerührt. |
| a dispărea fără (de) veste | a dispărea fără urmă       | spurlos verschwinden              |

#### Neologismen
Im moldauischen Rumänisch treten ferner Neologismen auf.:S. 114 So kommt es unter anderem zu Kontaminationen (etwa a cadona: cadou + a dona, Standardrumänisch a dărui [dt. „schenken“] oder auch solemnificație: solemn + semnificație, Standardrumänisch solemnitate [dt. „Festlichkeit“]) und zu falschen Analogien (egalism nach dem Muster von concretism statt Standardrumänisch egalitarism [dt. „Egalitarismus“]).